# 四分一音
四分一音(或四分之一音；四分音)播放ⓘ是半音音階中，半音和半音之間的一半的音高。音程是半音的一半，全音的四分之一。许多作曲家因编写四分之一音而著名，如皮埃尔·布莱兹。